# 시마즈 요시히사 (1533년)
시마즈 요시히사(일본어: 島津 義久, 덴분 2년 음력 2월 9일(1533년 3월 4일) ~ 게이초 16년 음력 1월 21일 (1611년 3월 5일))는 센고쿠 시대에서 아즈치모모야마 시대에 걸쳐 활약한 무장이다. 사쓰마국의 슈고 다이묘·센고쿠 다이묘이며, 시마즈씨(島津氏)의 제 16대 당주이다.

## 출신
시마즈 가문은 헤이안 시대이래의 명문가 고레무네씨(惟宗氏) 출신 고레무네노 다다야스(惟宗忠康)의 아들 시마즈 다다히사(島津忠久)가 가마쿠라 시대에 휴가국 시마즈 장원(島津荘)을 하사받아, 무로마치 시대에 들어서는 사쓰마, 휴가, 오스미 3국의 슈고직(守護職)을 역임하였다. 원래, 요시히사의 가계는 시마즈씨의 분가인 이자쿠가(伊作家)였지만, 부친 시마즈 다카히사(島津貴久)가 본가의 시마즈 가쓰히사(島津勝久)의 양자가 되어, 요시히사는 본가 당주의 아들로 태어나게 된다.

## 생애

### 유년기
덴분(天文) 2년(1533년) 2월 9일, 제 15대 당주 시마즈 다카히사의 적남으로서 이자쿠성(伊作城)에서 태어나, 유명은 도라주마루(虎寿丸)라 하였다.
어렸을 적에는 얌전한 성격인데다, 세 동생이 워낙 각각 용맹하고 우수하였기 때문에 「어리석은 형과 현명한 동생의 살아 있는 예(愚兄賢弟の生きた見本)」라는 험담을 듣기도 하였다. 그러나 조부 시마즈 다다요시(島津忠良)는 「요시히사는 3주의 총대장이 될 만한 재능과 덕을 스스로 갖추고 있으며, 요시히로(義弘)는 뛰어난 무용과 지략으로 걸출하며, 도시히사(歳久)는 자초지종을 따져 이해를 헤아리는 데 있어는 견줄 자가 없고, 이에히사(家久)는 군법과 전술의 묘를 얻었다」고 형제의 개성에 대한 평가를 내리며 요시히사에게 기대를 걸고 있었다.
관례 직후에는 조부와 마찬가지로 다다요시(忠良)라는 이름을 쓰고, 통칭은 마타사부로(又三郎)라 하였다. 후에 제 13대 쇼군 아시카가 요시테루(足利義輝)에게 헨기(偏諱)로 요시(義) 자를 받아, 요시토키(義辰, 요시타쓰라고도 읽음)라 했다가 뒤에 요시히사로 개명하였다.

### 3주통일
덴분 23년(1554년), 시마즈 가문과 가모 씨(蒲生氏), 게도인 씨(祁答院氏), 히시카리 씨(菱刈氏)등의 사쓰마・오스미의 고쿠진(国人) 사이에 벌어진 이와쓰루기 성 전투(岩剣城の戦い)에서 첫 출진을 하였다. 이후, 고쿠진과의 싸움에 참가하며, 고지 3년(1557년)에는 가모 씨가 항복하고 에이로쿠 12년(1569년)에는 오구치(大口)에서 사가라씨(相良氏)과 히시카리 씨를 몰아내고, 다음해 겐키 원년(1570년)에는 도고 씨(東郷氏)와 게도인 씨가 항복하여, 마침내 사쓰마 통일이 이루어졌다.
사쓰마 통일 도중이었던 에이로쿠 9년(1566년), 요시히사는 부친의 은거로 가독을 상속하여 시마즈 가문 제 16대 당주가 되었다.
사쓰마 통일 이전부터 휴가 마사키인(真幸院)의 귀속을 둘러싸고 휴가의 이토 요시스케와의 관계가 악화되어, 겐키 3년(1572년) 5월, 이토 요시스케는 중신 이토 스케야스(伊東祐安)에게 3천의 군세를 주고 시마즈에 대한 침공을 개시하여, 이노성(飯野城)에 있던 요시히사의 동생 시마즈 요시히로와 전투를 벌인다. 이 기자키바라 전투(木崎原の戦い)에서 시마즈 군은 이토 스케야스를 필두로 500명 이상을 전사시키는 압승을 거두었다.
또한, 이와 병행하여 오스미 통일도 전개하여, 덴쇼 2년(1574년)에는 오스미 통일을 달성하였다.
마지막으로 남은 휴가는 덴쇼 4년(1576년)에 이토 가문의 다카하루 성(高原城)을 공략하여, 그것을 계기로 「총 48성(惣四十八城)」을 자랑하던 이토 가문의 지성 성주들이 차례로 배반하여, 이토 가문은 쇠퇴 일로를 걷는다. 결국 이토 요시스케는 분고의 오토모 소린(大友宗麟)에게 망명하여, 시마즈 가문의 비원인 3주 통일(사쓰마, 오스미, 휴가)을 달성하였다.

### 미미가와 전투
이토 요시스케가 망명함에 따라 오토모 소린이 덴쇼 6년(1578년) 10월, 대군을 이끌고 휴가에 침공해 왔다. 소린은 무시카(務志賀)에 머무르고, 다와라 지카카타(田原親)가 총대장으로서 4만 3천의 군세를 이끌고 전투의 지휘를 맡았다. 시마즈 군은 야마다 아리노부(山田有信)가 다카 성(高城)에, 후방 사도와라(佐土原)에는 시마즈 이에히사가 있었으나, 오토모 군이 휴가를 침공하자 이에히사 군세도 다카 성에 입성하여, 다카 성 수비병은 3천여 명이 되었다. 오토모 군은 다카 성을 포위하여 양군 사이에서 일진일퇴의 공방전이 계속되었다.
11월, 요시히사가 2만 여의 군세를 이끌고 출진하여, 사도와라에 포진했다. 시마즈 군은 오토모 군에 기습을 가하는 데 성공하여, 다카조가와(高城川)를 끼고 오토모 군의 맞은 편에 포진하였다. 오토모 군은 소린이 진중에 없어 결속력이 부족했다. 그러던 중, 오토모 군의 다키타 시게카네(田北鎮周)가 독단으로 시마즈 군을 공격하자, 여기에 사이키 고레노리(佐伯惟教)가 가세하였다. 무질서하게 공격해오는 오토모 군을 상대로 요시히사는 「츠리노부세(釣り野伏せ)」라는 전법을 사용하여 강을 건너 공격해오는 오토모 군에게 복병을 차례차례 내보내, 오토모 군을 괴멸시켰다. 시마즈 군은 다키타・사이키 등의 무장을 비롯하여 2천에서 3천에 이르는 수급을 얻었다(미미가와 전투(耳川の戦い)).
덴쇼 9년(1581년)에는 구마(球磨)의 사가라 씨가 항복하여 귀순하였다.

### 오키타나와테 전투
미미가와 전투로 오토모 가문이 쇠퇴하자, 히젠의 류조지 다카노부(龍造寺隆信)가 대두하기 시작했다. 류조지 다카노부의 압박을 견디지 못한 아리마 하루노부(有馬晴信)가 히고 야쓰시로(八代)에 있던 요시히로・이에히사에게 원군을 요청해 왔다. 이에 응한 시마즈군은 덴쇼 10년(1582년), 류조지 측의 지지와 성(千々石城)을 함락하였다. 다음해, 아리마 가문의 친적인 안토쿠 성(安徳城) 성주 안토쿠 스미토시(安徳純俊)가 류조지 가문을 배반하자, 시마즈 군은 야쓰시로에 대기하고 있던 니로 다다타카(新納忠堯)등 천 여명의 원군을 안토쿠 성에 보내, 후카에(深江城) 성을 공격하였다.
덴쇼 12년(1584년), 요시히사는 이에히사를 총대장으로 삼아 시마바라(島原)로 파견하고, 스스로는 히고의 미나마타(水俣)까지 출진하였다. 이에히사는 시마바라 만을 건너서 안토쿠 성에 입성하여, 아리마 군과 합류하여 5천 여의 군세로 류조지 군 2만 5천(일설에는 6만)이라는 압도적인 병력에 대항하게 되었다. 이에히사는 오키타나와테(沖田畷)라고 불리는 습지대에서 류조지 다카노부를 비롯하여 류조지 가문의 일족과 중신 등 3천 여명을 전사시키며 대승을 거두었다(오키타나와테 전투(沖田畷の戦い)). 궤멸적인 타격을 입은 류조지 가문은 곧 시마즈 가문에 항복하게 된다.

### 규슈 제패의 꿈
덴쇼 12년(1584년), 류조지 가문이 항복해 오자, 히고의 구마베 지카나가(隈部親永)·지카야스(親泰) 부자, 지쿠젠의 아키즈키 다네자네(秋月種実), 지쿠고의 쓰쿠시 히로카도(筑紫広門)등이 차례로 시마즈 가문에 복속 또는 화의를 청해오게 되었다. 다음 해 지쿠고의 아소 고레미쓰(阿蘇惟光)가 항복하여, 규슈에는 오토모 가문만이 남아 있을 뿐이었다. 그러나, 이 때 도요토미 히데요시(豊臣秀吉)로부터 서신이 도착한다. 이 이상 규슈에서 전쟁을 금한다는 내용이었다. 시마즈 가문 내에서도 논의를 거듭했으나, 요시히사는 이를 무시하고 오토모 가문의 영지인 지쿠고 공격을 명했다. 덴쇼 14년(1586년]), 시마즈 다다나가(島津忠長)와 이주인 다다무네(伊集院忠棟)를 대장으로 한 2만 여의 군세가 다카하시 쇼운(高橋紹運)이 지키는 이와야 성(岩屋城)을 공격하여 낙성시켰다(이와야 성 전투(岩屋城の戦い)).
요시히사는 히고 방면에서 요시히로를 대장으로 한 3만 700여명, 휴가 방면에서 이에히사를 대장으로 한 1만 여명의 군세로 분고 공략을 명하였다. 그러나 요시히로가 나오이라 군(直入郡)의 여러 성을 공략하는 데 애를 먹게 되어, 오토모 가문의 본거지를 공략하는 것은 이에히사 군 뿐이었지만, 이에히사는 오토모 가문의 쓰루가 성(鶴賀城)을 함락시켰다. 오토모 군의 원군으로 센고쿠 히데히사(仙石秀久), 조소카베 모토치카(長宗我部元親)·노부치카(信親) 부자, 소고 마사야스(十河存保)등 총 6천 여의 도요토미 연합군 선발대가 규슈에 상륙하여, 헤쓰기가와(戸次川)를 사이에 두고 이에히사와 대치하였다. 전투는 양군 도합 4천 여명이 전사한 난전이었으나, 도요토미 측의 장수 조소카베 노부치카, 소고 마사야스가 전사하자 도요토미 연합군의 전열이 붕괴하여 시마즈 군이 대승을 거두었다(헤쓰기가와 전투(戸次川の戦い)).

### 히데요시의 규슈 정벌
덴쇼 15년(1587년), 도요토미 군의 선봉 도요토미 히데나가(豊臣秀長)가 이끄는 모리(毛利)・고바야카와(小早川)・우키타(宇喜多) 군 등 총 15만여의 군세가 부젠에 도착하여, 휴가를 경유하여 진군하였다. 이어서, 도요토미 히데요시가 이끄는 10만 여 군세가 고쿠라(小倉)에 상륙하여, 히고를 경유하여 사쓰마를 목표를 진군하였다. 도요토미 군의 상륙을 알게 된 요시히사와 이에히사는 분고에서 퇴각할 수 밖에 없게 되어, 오토모 군의 추격을 받으며 퇴각하였다. 부젠・분고・지쿠고・지쿠젠・히젠・히고의 각 다이묘와 고쿠진들은 일부를 제외하고는 차례차례 도요토미 군에 항복하였다. 히데나가 군은 야마다 아리노부 등 1500인이 농성하는 다카 성을 포위하였다. 또한 히데나가는 다카조가에서 떨어져 있는 네자로자카(根白坂)에 진을 치고 배후를 치고 들어올지도 모를 시마즈 군에 대비하였다. 시마즈 군은 요시히로와 이에히사 등 2만여의 군세가 네자로자카로 일제히 공격해 들어가지만, 도리어 큰 희생을 치르고 본국으로 패주하였다(네자로자카 전투(根白坂の戦い)).
시마즈의 본령 사쓰마까지 도요토미 군이 진격해오자 이즈미 성(出水城) 성주 시마즈 다다토키(島津忠辰)는 싸우지 않고 항복하고, 이전부터 히데요시와 교섭하고 있던 이주인 다다무네도 스스로 인질이 되어 히데나가에게 항복, 이에히사마저 성을 내어주고 항복하였다. 요시히사는 가고시마(鹿児島)에 돌아가 삭발하고 이름을 류하쿠(龍伯)라 고쳤다. 그 뒤, 이주인 다다무네 등과 함께 센다이(川内)의 다이헤이지(泰平寺)에서 히데요시와 회견하고 정식으로 항복하였다. 그러나 요시히사는 항복했지만, 요시히로・도시히사・니로 다다모토(新納忠元)・혼고 도키히사(北郷時久)등은 계속 항전하였다. 요시히사는 그들에게 항복을 명했으나, 도시히사는 불복하고 히데요시의 가마에 화살을 쏘는 사건을 일으켰다.

### 도요토미 정권
히데요시는 시마즈 가문의 영지로 일단 요시히사에게 사쓰마 1국을 안도하고, 요시히로에게 오스미 1국, 시마즈 히사야스(島津久保, 요시히사는 아들이 없어서 요시히로의 아들인 히사야스와 자신의 셋째 딸을 결혼시켜 후계자로 삼고 있었다)에게 휴가 모로카타 군(諸縣郡)을 할당하였다. 또한 이 때, 이주인 다다무네에게도 히데요시가 직접 오스미 기모쓰 군(肝付郡)을 영지로 주었다. 한때 규슈의 대부분을 지배했던 시마즈 가신단의 반발이 거세어, 이토 스케타카(伊東祐兵)와 다카하시 모토타네 등 시마즈의 옛 영지를 안도받은 영주들은 시마즈 가문의 가신들이 퇴거하지 않는다고 도요토미 히데나가에게 호소하였다.
도요토미 정권과의 절충은 주로 요시히로가 담당하게 되었다. 그러나 시마즈 가문은 가타나가리(刀狩)에도 좀처럼 응하지 않고, 교토에 체재시키는 병사도 충분히 보내지 않았다. 이 즈음 교토에서는 시마즈 가문에서는 요시히사와 가신들이 도요토미 정권에 순종하지 않는다는 소문이 퍼져 있어서 이시다 미쓰나리(石田三成)가 가신을 통해 요시히로에게 그 사실을 내밀히 알리기도 하였다. 또한 도요토미 정권에서 중용된 이주인 다다무네에 대한 가문 내의 반감도 높아져가고 있었다.
히데요시는 임진왜란 정유재란을 일으켜, 각 다이묘들에게 출병을 명하였다. 그러나, 시마즈 가문은 히데요시가 할당한 군역을 충분히 달성하지 못한데다, 가신 중 한사람은 히고 나고야 성(名護屋)으로 향하는 도중에 반란을 일으켰다. 이러한 시마즈 가문의 불복종 자세를 느낀 히데요시는 불복종자의 대표로서 도시히사의 목을 요구하여, 요시히사는 도시히사에게 자결을 명하였다. 또한 분로쿠 2년(1593년), 조선에서 히사야스가 병사하여, 히사야스의 동생 시마즈 다다쓰네(忠恒)가 형수와 결혼하여 후계자가 되었다.

#### 료덴체제
분로쿠 3년(1594년), 요시히로는 이시다 미쓰나리에게 겐치(検地, 농지 면적과 수확량 조사) 실시를 요청한다. 조사 결과, 시마즈 가문의 석고(石高)는 늘어났으나, 요시히사의 직할령을 오스미와 휴가로 옮기고, 요시히로에게 사쓰마의 가고시마 주변의 요충지가 주어지게 되었다. 이것은 히데요시 정권이 요시히로를 사실상의 시마즈 가문 당주로 여겼기 때문이라고 하며, 영지 안도의 주인장(朱印状)도 요시히로의 이름으로 내려졌다. 당주의 자리에서 쫓겨난 요시히사는 오스미 도미쿠마 성(富隈城)으로 옮겨 가지만, 시마즈 가문에 전해지는 가보는 요시히사가 가지고 가서 보유하였고, 시마즈 영내에서의 실권은 여전히 요시히사가 쥐고 있었다. 이것을 「료덴 체제(両殿体制)」라고 한다.
히데요시 사후 임진왜란에서의 군공을 평가받아 시마즈 가문은 5만석의 가증을 받았다.
그러나 가문 내의 알력이 격화되어, 다다쓰네가 이주인 다다무네를 참살하는 사건이 일어난다. 요시히사는 미쓰나리에게 자신은 모르는 일이라고 발뺌하였으나, 사전에 요시히사에게 양해를 얻었다는 설도 있다.
사건 뒤에는 가신들에게 다다무네의 아들 이주인 다다자네(伊集院忠真)와 연락을 취하지 않겠다는 서약서를 받아내었다고 한다. (쇼나이의 난(庄内の乱))

#### 세키가하라 전투와 전후 처리
게이초 5년(1600년), 세키가하라 전투(関ヶ原の戦い) 때, 교토에 있던 요시히로는 서군에 가담하게 된다. 이 때, 요시히로는 몇 번이나 본국에 원군을 요청하나, 요시히사도 다다쓰네도 전혀 움직이지 않았다.
전투 후, 서군에 가담한 것은 요시히로의 독단으로 요시히사는 전혀 모르는 일이라고 잡아떼며, 도쿠가와 측과 화의 교섭을 개시한다. 이에야스에게 사죄하기 위해 다다쓰네가 상락(上洛, 다이묘 등이 교토에 가는 것)하려고 하나, 요시히사는“상락은 충효를 결여한 행위”라고 반대하고 있다.
다다쓰네는 요시히사와 가신의 반대를 떨치고 상락하였다. 요시히사는 다다쓰네의 상락을 추인하고, “병 때문에 상락할 수 없어서, 대신 다다쓰네가 상락한다”는 서신을 보내었다. 결과적으로 시마즈 가문은 가이에키(改易)를 면하고, 본령안도 처분을 받을 수 있었다.

### 만년
이에야스에 의한 영지 안도 뒤 게이초 7년(1602년), 가보「고주부쓰(御重物)」와 당주의 자리를 정식으로 시마즈 다다쓰네에게 넘기고 은거하나, 이후에도 에도 막부와 매번 서신을 교환하는 등 절대적인 권위를 가지고, 죽을 때까지 가문 내에서의 상당한 발언권을 지녔다. 그 즈음의 체제를 가리켜 「산덴 체제三殿体制」라고 부른다.
게이초 9년(1604년)에는 오스미에 고쿠부 성(国分城, 별명은 마이쓰루 성(舞鶴城))을 축성하여, 거성으로 삼았다.
그러나, 딸 가메주(亀寿)와 다다쓰네의 불화로 다다쓰네와의 관계가 점차 악화되었다고 한다. 다다쓰네와 가메주 부부 사이에는 자식이 하나도 없었기 때문에 외손자 시마즈 히사노부(島津久信)를 다음 번 후계자로 세우려고 했으나 실패했다. 또한, 요시히로・다다쓰네 부자가 적극적으로 추진한 류큐(琉球) 출병에도 반대한 것으로 여겨진다. 게이초 15년 경에는 「류하쿠 님(龍伯, 요시히사), 이신 님(惟新, 요시히로), 주나곤 님(中納言, 다다쓰네)이 서로 소원해게 되어, 부리는 사무라리도 세 분이 달라, 세간에는 볼온한 소문이 흐르고 있다」고 한다.
게이초 16년 (1611년) 1월 21일, 고쿠부 성에서 병사하였다. 향년 79세.

## 인물・일화
- 도쿠가와 이에야스(徳川家康)는 요시히사에게 흥미가 있었던 듯, 혼다 다다카쓰(本多忠勝)에게 명하여 시마즈 도요히사(島津豊久, 요시히사의 조카)를 오사카로 초청하여, 미미가와 전투의 전말을 들었다. 도요히사가 이야기를 마치고 돌아간 뒤, 이에야스는 ‘어허, 요시히사는 듣던 것보다 휠씬 무서운 대장이다. 옛날의 구스노키 마사시게(楠木正成)에도 전혀 밀리지 않는 지휘이다.’라고 감탄하였다고 한다[6].
- 요시히사는 에도 시대 초기에 고쿠부 지방에서 담배의 생산을 격려하였다고 한다(《大日本農功伝》등）. 남규슈는 빈곤한 고장으로 환금성이 높은 농산물이 거의 없었기 때문에, 담배의 수입은 이후 사쓰마번(薩摩藩)의 귀중한 수입원이 되었다.
- 스스로를 훈계하기 위하여 침실에 역사상 희대의 악인의 초상을 걸어두고 자기 전에 하루를 반성하는 습관이 있었다. 후세의 미국의 해군 원수 니미츠에게도 비슷한 일화가 있다.
- 센고쿠 시대의 무장으로서는 드물게도 요시히사 본인의 당시의 초상화가 남아 있지 않아 용모에 관해서는 불명이지만, 가고시마현 사쓰마센다이시(薩摩川内市)의 다이헤이지(泰平寺)에 후세에 만들어진 요시히사 항복 동상이 있다.
- 요시히사는 지용에 뛰어났을 뿐만아니라, 호소카와 유사이(細川幽斎, 본명은 후지타카)로부터 고킨슈(古今集)를 전수받거나, 간파쿠 고노에 사키히사(近衛前久)등과 친분이 두터웠던 등, 교양인이기도 했다고 한다.
- 덴쇼 14년(1586년), 요시히사는 도요토미 히데요시로부터 친서를 받아 오토모 소린과 화의를 맺고 도요토미 가문에 신종할 것을 강요당했으나, 1월 11일에 호소카와 유사이 앞으로 화의와 신종을 거절하는 답장을 보냈다. 이 내용은 히데요시의 출신이 미천함을 심하게 지적하는 내용이어서[7], 그 후 시마즈 가문을 대하는 히데요시의 심증을 굉장히 해쳤을 가능성이 있다[8].
- 오키타나와테 전투와 분고 침공전 등으로 출진할 때, 제비를 뽑아 길흉을 점치기도 했다. 특히 분고 침공전에 대해서는 몇 번이나 제비를 뽑았기 때문에, 가신 우와이 가쿠겐도 일기 등에서 한탄하고 있다. 후세의 저작이나 학자에게도 이 점은 ‘우유부단’하다고 비판받는 경우가 많다. 단, 제비로 길흉을 점치는 것은 요시히사 뿐만아니라, 부친 다카히사를 비롯한 다른 센고쿠 다이묘도 했던 일이기 때문에, 이 점만을 가지고 우유부단하고 단정하는 것은 의문점이 있다. 또한, 분고 침공전 때 몇 번이나 제비를 뽑은 것은 이 싸움에 의해 도요토미 정권과의 전면충돌하게 되는 것을 어떻게든 피해보려는 것이 아니었는가 하는 지적도 있다.[9]

## 사세구(辞世の句)
- 「世の中の　米と水とを　くみ尽くし　つくしてのちは　天つ大空」